# 井上英

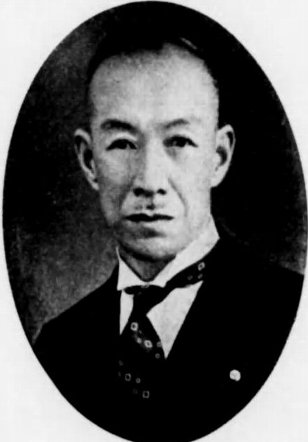
井上英

井上 英（いのうえ えい / ひで、1886年（明治19年）12月 - 1975年（昭和50年）4月2日）は、日本の内務・警察官僚、政治家。官選佐賀県知事、旭川市長、新潟市長。旧姓・村田。

## 経歴
埼玉県出身。村田謙吉の二男として生まれ、井上家の養子となる。第四高等学校を卒業。1912年11月、文官高等試験行政科試験に合格。1913年、東京帝国大学法科大学政治学科を卒業。内務省に入省し福井県属となる。
以後、福井県警視、同理事官、長野県理事官、大阪府理事官、茨城県警察部長、熊本県書記官・警察部長、新潟県書記官・警察部長、京都府書記官・警察部長などを歴任。
1930年7月、佐賀県知事に就任。風水害からの復旧、教育調査会の設置などに尽力。1931年1月、台湾総督府警務局長に転任し、1932年1月まで在任。同年に退官。その後、旭川市長、新潟市長（二期、1938年12月～1946年11月）を務めた。
戦後、公職追放となった。